# Замок Ребак

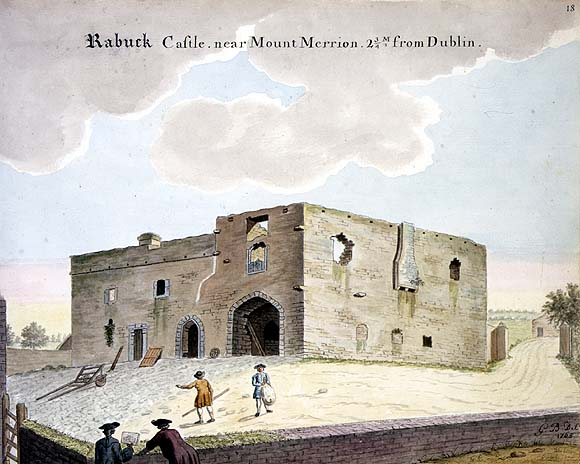
Руїни замку Робак. Малюнок Габріеля Берангера, 1765 рік.

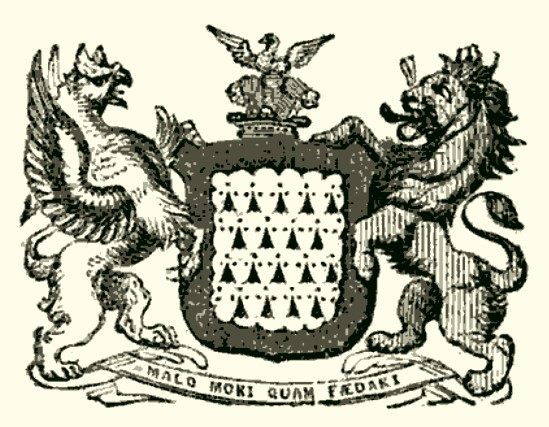
Герб баронів Трімплстаун.

Щит герба баронів Трімпстаун.

Замок Ребак (англ. Roebuck Castle) — Робак — один із замків Ірландії, розташований у графстві Дублін.

## Історія замку Ребак
Найперша згадка про замок Ребок датується ХІ століттям. У ті часи ця земля звалася Ребо або Рабог.
У 1154 році ці землі разом зі садибою Круах (ірл. Cruagh) були даровані Томасу де Сент-Міхаелу. Потім землі й замок Ребак отримав Девід Бассетт — англо-норманський аристократ у 1216 році. Потім землями і замком володів Фромунд ле Брун — канцлер Ірландії. Замок і землі Ребак отримали свою назву від лицаря Охо де Рабо, що мав посаду шерифа, потім сер Найджел Лебрен — наступник Фромунда на посаді канцлера Ірландії.
Потім землями і замком володіли:
- з 1315 року Фромунд — син сера Найджела Лебрена;
- з 1377 року сер Томас — син Фромунда Лебрена;
- з 1382 року Френсіс — син сера Томаса Лебрена;
- з 1420 року сер Джон — син Френсіса Лебрена.

Сер Джон Лебрен мав двох синів — Крістофера і Річарда. Крістофер помер раніше батька і не встиг успадкувати замок. Він мав двох дітей — сина Крістофера, що помер незабаром після того, як помер його дід, і дочку — Елізабет. Деякий час замок і землі перебували у володінні другого сина сера Джона — Річарда Лебрена, і потім замок отримала його внучка Елізабет. Вона була одружена з Робертом Барнвеллом — І бароном Тімелстон. Родина Тімелстон володіла замком Ребак до початку ХІХ століття.
Замок Ребак був резиденцією Джона — ІІІ барона Трімлестон — як про нього писали сучасники він був «рідкісним шляхтичем, наділений усілякими чеснотами». Його дружиною була Енн Фіан. У 1639 році писали, що він володіє замком, водяним млином, 40 акрами землі — це все було частиною маєтку Круах.
Під час ірландського повстання за незалежність у 1641 році замок Ребак був у володіннях Метью — VIII Трімлестон. Під час бойових дій замок був частково зруйнований.
У 1663 році Метью — лорд Трімлестон володів «селищем та замком Ребак, 500 акрами землі в приході Тані», за володіння якими він отримав королівську грамоту в 1667 році, але втратив інтерес до цих володінь під час війни 1688 року.
У 1689 році замок був захоплений військами короля Якова II і герцога Бервіка — у них був військовий табір на цих землях.
Остін Купер відвідав цей замок у 1781 році і виявив лише малу частину замку, що використовувалась місцевим фермером, що жив поруч. Згідно повідомлень Остіна Купера замок являв собою велику квадратну вежу, на камені біля входу були вибиті зображення рук та літери R.B.A.F та ім'я Роберта.
У 1790 році лорд Трімлестон відремонтував замок і зробив його своєю заміською резиденцією.
Містер Френсіс Крофтон купив замок Ребок у лорда Трімлестона. Потім замок був проданий опікунам покійного Едварда Персевала Вестбі в 1856 році. Замок Ребок був перебудований і модернізований у 1874 році.